# Mačkovšek
Mačkovšek je priimek več znanih Slovencev:
- Borut Mačkovšek (*1992), slovenski rokometaš
- Janko Mačkovšek (1888—1945), inženir gradbeništva in politik
- Majda Mačkovšek - Peršič (1919—2014), zdravnica onkologinja